# Imués
Imués est une municipalité située dans le département de Nariño en Colombie.